# Wallace (Familienname)
Wallace ist ein Familienname schottischen Ursprungs.

## Namensträger

### A
- Albert Joseph Wallace (1853–1939), US-amerikanischer Politiker
- Alexander Wallace (1872–1950), englischer Fußballspieler
- Alexander Doniphan Wallace (1905–1985), US-amerikanischer Mathematiker
- Alexander S. Wallace (1810–1893), US-amerikanischer Politiker
- Alfred Russel Wallace (1823–1913), britischer Naturforscher und Biologe
- Amilia Wallace (* 1987), australische Skeletonsportlerin
- Andrea Wallace (* 1966), britische Langstreckenläuferin
- Andy Wallace (Musikproduzent) (* 1947), US-amerikanischer Musikproduzent
- Andy Wallace (Rennfahrer) (* 1961), britischer Automobilrennfahrer
- Anthony Wallace (Anthropologe) (1923–2015), kanadisch-US-amerikanischer Anthropologe
- Anthony Wallace (Leichtathlet) (* 1968), jamaikanischer Leichtathlet
- Anthony Wallace (Schauspieler), australischer Schauspieler
- Anthony Wallace (Fußballspieler) (* 1989), US-amerikanischer Fußballspieler
- Aria Wallace (* 1996), US-amerikanische Schauspielerin

### B
- B. Alan Wallace (* 1950), US-amerikanischer Gelehrter und Lehrer des tibetischen Buddhismus
- Basil Wallace (* 1951), US-amerikanischer Schauspieler
- Ben Wallace (Politiker) (* 1970), britischer Politiker
- Ben Wallace (Basketballspieler) (* 1974), US-amerikanischer Basketballspieler
- Bennie Wallace (* 1946), US-amerikanischer Jazz-Saxophonist
- Bernadette Wallace (* 1989), australische Kanutin
- Beryl Wallace (1912–1948), US-amerikanische Schauspielerin, Sängerin und Tänzerin
- Bill Wallace (Schauspieler), Schauspieler
- Bill Wallace (Historiker) (1926–2011), britischer Historiker
- Bill Wallace (Kampfsportler) (* 1945), US-amerikanischer Kampfsportler
- Billy Wallace (Countrymusiker) (1917–1978), US-amerikanischer Musiker und Komponist
- Billy Wallace (Pianist) (1929–2017), US-amerikanischer Jazzpianist
- B. J. Wallace (* 1971), US-amerikanischer Baseballspieler
- Bob Wallace (Testfahrer) (1938–2013), neuseeländischer Automobilkonstrukteur
- Bob Wallace (Informatiker) (1949–2002), US-amerikanischer Programmierer (Microsoft)
- Bobby Wallace (1873–1960), US-amerikanischer Baseballspieler und -manager
- Bronwen Wallace (1945–1989),  kanadische Schriftstellerin, Dokumentarfilmerin und Feministin
- Bruce Wallace (1920–2015), US-amerikanischer Biologe und Hochschullehrer
- Bryan Edgar Wallace (1904–1971), englischer Schriftsteller
- Bubba Wallace (* 1993), US-amerikanischer NASCAR-Rennfahrer

### C
- C. J. Wallace (* 1996), US-amerikanischer Schauspieler und Unternehmer
- Carden Wallace (* 1970), australische Meeresbiologin
- Cath Wallace (* 1952), neuseeländische Umweltaktivistin und Akademikerin
- Cedric Wallace (1909–1985), US-amerikanischer Jazz-Bassist
- Charles Judson Wallace (* 1982), US-amerikanisch-kongolesischer Basketballspieler
- Charles William Wallace (1865–1932), US-amerikanischer Gelehrter und Forscher im Bereich des Elisabethanischen Theaters
- Charles William Wallace (1885–1970), englischer Fußballspieler, siehe Charlie Wallace
- Chris Wallace (Journalist) (* 1947), US-amerikanischer Fernsehmoderator und politischer Kommentator
- Chris Wallace (Footballspieler) (* 1975), US-amerikanischer Arena-Football-Spieler
- Christopher George Latore Wallace (1972–1997), US-amerikanischen Rapper, siehe The Notorious B.I.G.
- Christopher Stewart Wallace (1933–2004), australischer Informatiker und Physiker
- Christopher W. Wallace (* 1947), US-amerikanischer Fernsehmoderator und politischer Kommentator, siehe Chris Wallace (Journalist)
- Claire Wallace (* 1956), britische Soziologin
- Clarence Wallace (1893–1982), kanadischer Schiffbau-Unternehmer
- Corey Wallace (* ≈1990), US-amerikanischer Jazzmusiker

### D
- Dan Wallace (1942–2025), irischer Politiker (Fianna Fáil), Teachta Dála
- Daniel Wallace (Politiker) (1801–1859), US-amerikanischer Politiker
- Daniel Wallace (Schriftsteller) (* 1959), US-amerikanischer Schriftsteller
- Daniel Wallace (Schwimmer) (* 1993), britischer Schwimmer
- David Wallace (Politiker) (1799–1859), US-amerikanischer Politiker (Indiana)
- David Wallace (Physiker) (* 1945), britischer Physiker
- David Wallace (Rugbyspieler) (* 1976), irischer Rugbyspieler
- David Foster Wallace (1962–2008), US-amerikanischer Schriftsteller
- David W. Wallace (1924–2017), amerikanischer Manager und Philanthrop
- David Wallace-Wells, US-amerikanischer Journalist und Schriftsteller
- Dee Wallace-Stone (* 1949), US-amerikanische Schauspielerin
- Dennis Wallace (* 1962), jamaikanischer Sprinter
- Don Wallace (Donald Clare Wallace; 1898–1985), US-amerikanischer Radiotechniker
- Donald Mackenzie Wallace (1841–1919), schottischer Publizist
- Donald Smith Wallace (1844–1900), australischer Politiker aus Queensland
- Douglas Wallace (Künstler) (auch Khalfani Ra oder Makandal), jamaikanischer Maler
- Douglas C. Wallace (* 1946), US-amerikanischer Genetiker und Evolutionsbiologie
- Dwane Wallace (1911–1989), US-amerikanischer Geschäftsmann und Flugzeugkonstrukteur

### E
- Earl W. Wallace (1942–2018), US-amerikanischer Drehbuchautor
- Edgar Wallace (1875–1932), britischer Schriftsteller
- Edmond Wallace (1876–1915), französischer Fechter
- Eli Wallace (* 1986), US-amerikanischer Jazzpianist
- Elmer D. Wallace (1844–1928), US-amerikanischer Politiker
- Euan Wallace (1892–1941), britischer Politiker, Unterhausabgeordneter

### F
- F. L. Wallace (1915–2004), US-amerikanischer Science-Fiction-Autor
- Frank Wallace, Künstlername von Frank Szatkus (um 1890–nach 1942), US-amerikanischer Jazz-Sänger
- Frank Wallace (Mobster) († 1931), US-amerikanischer Mobster, Mitgründer der Gustin Gang
- Frank Wallace (Fußballspieler) (1922–1979), US-amerikanischer Fußballspieler
- Frank R. Wallace, Pseudonym von Wallace Ward (1932–2006), US-amerikanischer Chemiker und Autor

### G
- G. Frank Wallace (George Franklin Wallace; 1887–1964), US-amerikanischer Politiker
- George Wallace (Schauspieler, 1917) (1917–2005), US-amerikanischer Schauspieler
- George Wallace (1919–1998), US-amerikanischer Politiker
- George Wallace (Schauspieler, 1952) (* 1952), US-amerikanischer Schauspieler und Komiker
- George Wallace, Baron Wallace of Coslany (1906–2003), britischer Politiker (Labour Party)
- George Wallace, Baron Wallace of Campsie (1915–1997), britischer Unternehmer
- George Leonard Wallace (1918–1968), australischer Schauspieler und Komiker
- George Stevenson Wallace (1895–1960), australischer Schauspieler und Komiker
- Gerald Wallace (* 1982), US-amerikanischer Basketballspieler
- Gordon Wallace (Boxer) (* 1929), kanadischer Boxer
- Gordon Wallace (Fußballspieler, 1943) (* 1943), schottischer Fußballspieler und -trainer
- Gordon Wallace (Fußballspieler, 1944) (* 1944), schottischer Fußballspieler
- Gordon Wallace (Fußballspieler, 1955) (* 1955), kanadischer Fußballspieler
- Gordon Wallace (Chemiker) (* 1958), irisch-australischer Chemiker und Bioniker
- Gwen Wallace (* 1935), australische Leichtathletin

### H
- Harold Wallace (* 1975), costa-ricanischer Fußballspieler
- Heather Wallace (Squashspielerin) (* 1961), schottisch-kanadische Squashspielerin
- Heather Wallace (Kostümbildnerin), australische Kostümbildnerin
- Helen Wallace (* 1946), britische Politikwissenschaftlerin
- Henry A. Wallace (1888–1965), US-amerikanischer Politiker
- Henry Cantwell Wallace (1866–1924), US-amerikanischer Agrarwissenschaftler, Verleger und Politiker
- Herman Wallace (1941–2013), US-amerikanischer Menschenrechtsaktivist
- Howard Kiefer Wallace (* 1907), US-amerikanischer Zoologe
- Hubert Wallace (1899–1984), kanadischer Segler
- Hugh Campbell Wallace (1863–1931), US-amerikanischer Diplomat

### I
- Ian Wallace (Schriftsteller) (eigentlich John Wallace Pritchard; 1912–1998), US-amerikanischer Psychologe und Schriftsteller
- Ian Wallace (Sänger) (Ian Bryce Wallace; 1919–2009), britischer Sänger (Bassbariton) und Schauspieler
- Ian Wallace (Ornithologe) (1933–2021), britischer Ornithologe
- Ian Wallace (Künstler) (* 1943), kanadischer Künstler, Fotograf und Kunsthistoriker
- Ian Wallace (Schlagzeuger) (Ian Russell Wallace; 1946–2007), britischer Schlagzeuger
- Ian Wallace (Fußballspieler) (Ian Andrew Wallace; * 1956), schottischer Fußballspieler
- Ian A. Wallace, britischer Schauspieler
- Ilo Wallace (1888–1981), US-amerikanische Politikergattin von Henry Agard Wallace
- Irving Wallace (1916–1990), US-amerikanischer Schriftsteller
- Isaac Wallace-Johnson (1894–1965), sierra-leonischer Menschenrechtsaktivist, Politiker und Gewerkschafter
- Isabelle Wallace (* 1996), australische Tennisspielerin

### J
- J. Laurie Wallace (1864–1953), irisch-amerikanischer Maler und Kunstpädagoge
- Jack Wallace (Segler) (1915–1991), britischer Segler
- Jack Wallace (Schauspieler) (1933–2020), US-amerikanischer Schauspieler
- Jack Wallace (Sledge-Eishockeyspieler) (* 1998), US-amerikanischer Sledge-Eishockeyspieler
- Jack Wallace (Dartspieler), englischer Dartspieler
- Jack Wallace (Sportschütze), australischer Sportschütze
- James Wallace (1729–1783), britischer Politiker
- James Wallace (Admiral) (1731–1803), britischer Marineoffizier und Gouverneur von Neufundland und Labrador
- James M. Wallace (1750–1823), US-amerikanischer Politiker
- Jamie Wallace (* 1999), kanadischer Hockeyspieler
- Jean Wallace (1923–1990), US-amerikanische Schauspielerin
- Jerry Wallace (1928–2008), US-amerikanischer Countrysänger
- Jesse Wallace (1899–1961), US-amerikanischer Marineoffizier, Gouverneur von Amerikanisch-Samoa
- Ji Wallace (* 1977), australischer Sportler
- Jim Wallace (* 1954), schottischer Politiker
- Jock Wallaces senior (1911–1978), schottischer Fußballspieler
- Jock Wallace junior (1935–1996), schottischer Fußballspieler und -trainer
- John Wallace (Bischof) (1654–1733), schottischer römisch-katholischer Bischof
- John Wallace (Politiker, 1812) (1812–1896), kanadischer Politiker
- John Wallace (Politiker, 1828) (1828–1901), australischer Politiker
- John Wallace (Mörder) (1896–1950), Mörder aus Georgia
- John Wallace (Segler) (1903–1990), US-amerikanischer Segler
- John Wallace (Ruderer) (* 1962), kanadischer Ruderer
- John Wallace (Basketballspieler) (* 1974), US-amerikanischer Basketballspieler
- John Wallace (Musiker) (* 1949), britischer Trompeter
- John D. Wallace (* 1949), kanadischer Politiker
- John-Paul Wallace (* 1976), australischer Schachspieler
- John M. Wallace (* 1940), US-amerikanischer Geophysiker und Meteorologe
- John Winfield Wallace (1818–1889), US-amerikanischer Politiker
- Jonathan Wallace (* 1986), US-amerikanischer Basketballspieler
- Jonathan H. Wallace (1824–1892), US-amerikanischer Politiker

### K
- Katie Wallace (* im 20. Jahrhundert), US-amerikanische Schauspielerin
- Keith Wallace (1961–1999), britischer Boxer
- Ken Wallace (* 1983), australischer Kanute
- Kenny Wallace (* 1963), US-amerikanischer Rennfahrer
- K’Von Wallace (* 1997), US-amerikanischer American-Football-Spieler

### L
- Lee Wallace (Schauspieler) (1930–2020), US-amerikanischer Schauspieler
- Lee Wallace (Fußballspieler) (* 1987), schottischer Fußballspieler
- Leroy Wallace (* 1950), jamaikanischer Schlagzeuger
- Les Wallace (* 1962), schottischer Dartspieler
- Lew Wallace (1827–1905), US-amerikanischer General, Politiker und Schriftsteller
- Lila Acheson Wallace (eigentlich Lila Bell Acheson; 1889–1984), US-amerikanische Verlegerin
- Lloyd Wallace (* 1995), britischer Freestyle-Skier
- Lurleen Wallace (1926–1968), US-amerikanische Politikerin

### M
- Maicel Malone-Wallace (* 1969), US-amerikanische Leichtathletin
- Marcia Wallace (1942–2013), US-amerikanische Schauspielerin und Synchronsprecherin
- Marion Wallace Dunlop (1864–1942), schottisch-britische Künstlerin, Autorin und Illustratorin von Kinderbüchern und Suffragette
- Martin Wallace (* 1962), britischer Spieleautor
- Mary Wallace (* 1959), irische Politikerin (Fianna Fáil)
- Matt Wallace (Produzent), US-amerikanischer Musikproduzent
- Matt Wallace (Sportschütze) (Matthew Wallace), US-amerikanischer Sportschütze
- Matt Wallace (Schriftsteller) (* 1982), US-amerikanischer Schriftsteller
- Matt Wallace (Golfspieler) (Matthew Wallace; * 1990), britischer Golfspieler
- Matt Wallace (Rennfahrer) (Matthew Wallace;  * 1995), US-amerikanischer Automobilrennfahrer
- Melville Wallace (1887–1943), südafrikanischer Sportschütze
- Michele Wallace (* 1952), US-amerikanische Autorin
- Mick Wallace (* 1955), irischer Geschäftsmann, Aktivist und Politiker
- Mike Wallace (1918–2012), US-amerikanischer Journalist, Nachrichtensprecher und Korrespondent
- Mike Wallace (Rennfahrer) (* 1959), US-amerikanischer Automobilrennfahrer
- Mike Wallace (Footballspieler) (* 1986), US-amerikanischer American-Football-Spieler
- Milton Wallace (1912–1995), kanadischer Langstreckenläufer
- Minik Wallace (um 1890–1918), grönländischer Inuk
- Morgan Wallace (1881–1953), US-amerikanischer Schauspieler

### N
- Nathaniel D. Wallace (1845–1894), US-amerikanischer Politiker
- Neil Wallace (* 1939), US-amerikanischer Wirtschaftswissenschaftler und Hochschullehrer
- Nicole Wallace (* 2002), spanische Schauspielerin und Sängerin
- Nigel Wallace (* 1967), britischer Sportschütze
- Noah Wallace (* 1991), US-amerikanischer Freestyle-Skisportler

### O
- Oilly Wallace (* 1996), dänischer Jazzmusiker
- Oliver Wallace (1887–1963), britisch-US-amerikanischer Komponist und Dirigent

### P
- Paddy Wallace (* 1979), irischer Rugby-Union-Spieler
- Pamela Wallace (* 1949), US-amerikanische Drehbuchautorin
- Patrick Wallace (* 1969), nordirischer Snookerspieler
- Paul Wallace (Basketballspieler) (1925–1998), US-amerikanischer Basketballspieler
- Paul Wallace (Schauspieler) (1938–2001), US-amerikanischer Filmschauspieler
- Paul Wallace (Cricketspieler, 1957) (* 1957), südafrikanischer Cricketspieler
- Paul Wallace (Cricketspieler, 1962) (* 1962), irischer Cricketspieler
- Paul Wallace (Rennfahrer) (* 1958), britischer Automobilrennfahrer
- Paul Wallace (Rugbyspieler) (* 1971), irischer Rugby-Union-Spieler
- Paul Wallace (Schwimmer), US-amerikanischer Schwimmer
- Paul A. W. Wallace (1891–1967), kanadischer Historiker und Anthropologe
- Penelope Wallace (1923–1997), englische Schriftstellerin
- Phyllis A. Wallace (1921–1993), US-amerikanische Wirtschaftswissenschaftlerin und Aktivistin

### R
- Randall Wallace (* 1949), US-amerikanischer Drehbuchautor, Filmproduzent und Regisseur
- Rasheed Wallace (* 1974), US-amerikanischer Basketballspieler
- Rheagan Wallace (* 1986), US-amerikanische Schauspielerin
- Richard Wallace (Mäzen) (1818–1890), englischer Kunstsammler
- Richard Wallace (Fechter) (1872–1941), französischer Fechter
- Richard Wallace (Regisseur) (1894–1951), US-amerikanischer Regisseur
- Richard Wallace (Informatiker) (* 1960), US-amerikanischer Informatiker
- Robert Wallace (Geistlicher, 1697) (1697–1771), schottischer Geistlicher und Schriftsteller
- Robert Wallace (Geistlicher, 1791)  (1791–1850), unitarischer Geistlicher, Professor am Manchester College
- Robert Wallace (Politiker, 1773) (1773–1855), schottischer Politiker
- Robert Wallace (Politiker, 1820) (1820–??), kanadischer Politiker
- Robert Wallace (Politiker, 1831) (1831–1899), schottischer Politiker
- Robert Wallace (Politiker, 1850) (1850–1939), iroschottischer Politiker
- Robert Wallace (Autor) (* 1919), US-amerikanischer Autor
- Robert Wallace (Biologe), britischer Biologe und Naturschützer
- Robert Charles Wallace (1881–1955), schottisch-kanadischer Geologe
- Robert M. Wallace (1856–1942), US-amerikanischer Politiker
- Robert Strachan Wallace (1882–1961), australischer Offizier, Filmzensor und Hochschulbeamter
- Rodney Wallace (Politiker) (1823–1903), US-amerikanischer Politiker
- Rodney Wallace (Footballspieler) (1949–2013), US-amerikanischer American-Football-Spieler
- Rodney Wallace (Fußballspieler) (* 1988), costa-ricanischer Fußballspieler
- Rodney Seymour Wallace (* 1969), englischer Fußballspieler, siehe Rod Wallace
- Rod Wallace (* 1969), englischer Fußballspieler
- Rodney Wallace (Politiker) (1823–1903), US-amerikanischer Politiker
- Rodney Wallace (Footballspieler) (1949–2013), US-amerikanischer American-Football-Spieler
- Rodney Wallace (Fußballspieler) (* 1988), costa-ricanischer Fußballspieler
- Rodney Seymour Wallace (* 1969), englischer Fußballspieler, siehe Rod Wallace
- Ross Wallace (* 1985), schottischer Fußballspieler
- Rusty Wallace (* 1956), US-amerikanischer Rennfahrer

### S
- Sanford Wallace (* 1968), US-amerikanischer Werbespammer
- Scruffy Wallace, US-amerikanischer Dudelsackspieler
- Shaun Wallace (* 1961), britischer Radrennfahrer
- Shawn Dingilius-Wallace (* 1994), palauischer Schwimmer
- Sippie Wallace (1898–1986), US-amerikanische Blues-Sängerin und Pianistin
- Stephenson Wallace (* 1982), vincentischer Schwimmer
- Stewart Wallace (* 1960), US-amerikanischer Komponist

### T
- Tessa Wallace (* 1993), australische Schwimmerin
- Thomas W. Wallace (1900–1943), US-amerikanischer Rechtsanwalt und Politiker
- Tim Wallace (* 1984), US-amerikanischer Eishockeyspieler
- Toby Wallace (* 1996), britischer Schauspieler
- Tommy Lee Wallace (* 1949), US-amerikanischer Filmregisseur
- Torin Yater-Wallace (* 1995), US-amerikanischer Freestyle-Skisportler

### V
- Vince Wallace (1939–2012), US-amerikanischer Jazzmusiker

### W
- Wallace Williams (* 1946), Marathonläufer von den Amerikanischen Jungferninseln
- William Wallace (um 1270–1305), schottischer Freiheitskämpfer
- William Wallace (Steinmetz) († 1631), schottischer Architekt und königlicher Steinmetz
- William Wallace (Mathematiker) (1768–1843), schottischer Mathematiker
- William Wallace (Mediziner) (1791–1837), irischer Chirurg
- William Wallace (Erfinder) (1825–1904), US-amerikanischer Unternehmer und Erfinder
- William Wallace (Philosoph) (1844–1897), schottischer Philosoph
- William Wallace (Komponist) (1860–1940), schottischer Komponist und Musikschriftsteller
- William Wallace (Szenenbildner) (1906–1968), US-amerikanischer Filmarchitekt
- William Wallace, Baron Wallace of Saltaire (* 1941), britischer Politiker, Politikwissenschaftler, Historiker und Hochschullehrer
- William Wallace (Schauspieler) (* 1953), US-amerikanischer Schauspieler
- William A. Wallace (1827–1896), US-amerikanischer Politiker
- William C. Wallace (1856–1901), US-amerikanischer Politiker
- William Henson Wallace (1811–1879), US-amerikanischer Politiker
- William Lawrence Wallace (1901–1967), kanadischer Ruderer
- William S. Wallace (* 1946), US-amerikanischer General
- William Vincent Wallace (1812–1865), irischer Komponist
- Willie Wallace (* 1940), schottischer Fußballspieler und -trainer

### Z
- Zach Wallace (* 1999), britischer Hockeyspieler